# Dziedzickia donskoffi
Dziedzickia donskoffi är en tvåvingeart som beskrevs av Loïc Matile 1992. Dziedzickia donskoffi ingår i släktet Dziedzickia och familjen svampmyggor.
Artens utbredningsområde är Madagaskar. Inga underarter finns listade i Catalogue of Life.